# Ambriz (municipio)
Ambriz è una municipalità dell'Angola appartenente alla Provincia del Bengo. Ha 16.611 abitanti (stima del 2006) ed una superficie di 4.204 km².
Il principale comune è l'omonimo Ambriz.